# 1775 w muzyce
Wydarzenia muzyczne w 1775 roku.

## Urodzili się
- 21 stycznia – Manuel del Pópulo Vicente García, hiszpański tenor i nauczyciel śpiewu, kompozytor operowy (zm. 1832)
- 13 czerwca – Antoni Henryk Radziwiłł, polski książę, polityk, kompozytor (zm. 1833)
- 5 lipca – William Crotch, angielski kompozytor, organista, teoretyk muzyki, pedagog i malarz (zm. 1847)
- 28 sierpnia – Sophie Gail, francuska śpiewaczka (mezzosopran) i kompozytorka (zm. 1819)
- 6 października – Johann Anton André, niemiecki kompozytor i wydawca muzyczny (zm. 1842)
- 15 października – Bernhard Henrik Crusell, fiński klarnecista i kompozytor pochodzenia szwedzkiego (zm. 1838)
- 30 października – Catterino Cavos, włoski kompozytor i dyrygent (zm. 1840)
- 6 grudnia – Nicolas Isouard, francuski kompozytor (zm. 1818)
- 16 grudnia – François-Adrien Boieldieu, francuski kompozytor (zm. 1834)
- 28 grudnia – João Domingos Bomtempo, portugalski kompozytor i pianista (zm. 1842)

## Zmarli
- 9 maja – Vittoria Tesi, włoska śpiewaczka operowa (kontralt) (ur. 1700)
- 11 czerwca – Egidio Romualdo Duni, włoski kompozytor operowy (ur. 1708)
- 7 listopada – François Rebel, francuski kompozytor i skrzypek (ur. 1701)